# パイレーツ・ウェル
パイレーツ・ウェルは、マヤグアナ島に位置するバハマの町。人口は235人である（2012年推計）。 パイレーツ・ウェルには、その名のもととなった、16世紀にバッカニアに掘られ、石とモルタルで囲われて明らかにしるしで示された井戸がある。ベイカーナービーチリゾートはパイレーツ・ウェルに位置する。
パイレーツ・ウェルは、首都ナッソーの500km南東に位置する。パイレーツ・ウェルは海抜5mである。村の年平均気温は25 °Cである。最も暖かい月は8月で、平均気温は28 ℃、最も寒いのが一月で23 ℃である。 年平均降水量は1,026mmである。最も雨の多い月は10月で、平均244mmの降水がある。最も雨の少ない月は3月で、降水量9mmである。
ハリケーン・イルマの間は防波堤が損傷し、パイレーツ・ウェルにおいては複数の送電線が故障したが、家屋への深刻な被害はなかった。